# 伊奧拉尼宮
伊奧拉尼宮（英語：ʻIolani Palace）位於美國夏威夷州的檀香山市，它是夏威夷王室住所之一，由夏威夷王國國王卡拉卡瓦所建造的歐洲風格式皇宮。在1893年夏威夷王國遭到推翻後，伊奧拉尼宮曾陸續作為臨時政府、共和國、領地乃至於夏威夷州等歷代夏威夷治理政權的管理中樞，直到1969年州政府遷入夏威夷州議會大廈辦公之後才結束。
伊奥拉尼宫建于1879年，1966年被列入美国国家史迹名录，並在1978年時完成整修以博物館的用途對外開放參觀。今日的伊奧拉尼宮，與位在夏威夷島上的胡里赫宮是美国领土上僅有的兩座皇宫。